# Нижегородское общество любителей художеств
Нижегородское общество любителей художеств (1901—1916) — первая организация художников Нижнего Новгорода. Создана 12 февраля 1901 года. Целью общества было сближение местных деятелей и любителей в области художества и содействие развитию и распространению художеств в Нижнем Новгороде. Общество занималось рисованием, живописью, ваянием, зодчеством и прикладным искусством.

## Об обществе
Создано по инициативе нижегородского художника—самоучки Митрофана Кириаковича Мичурина (1841—1914). Среди учредителей общества были известные фотохудожники А. О. Карелин и М. П. Дмитриев, архитекторы П. А. Домбровский и П. П. Малиновский, писатель Максим Горький, А. Я. Садовский и другие известные нижегородцы. Председателем правления был выбран М. К. Мичурин. 30 января 1901 года был утвержден устав общества. В общество также влилось созданное ранее Нижегородское общество архитекторов.
С 1901 по 1918 год общество провело 19 ежегодных выставок. В разные годы в них  участвовали художники: Алемасов, К. П. Бедросов, Е. М. Бём, Богородский, В. И. Бреев, М. Болдырев, М. Бутц, К. А. Винклер, Волков, Э. Ф. Гейне, Л. М. Диамант, П. А. Домбровский, В. И. Инюшкин, А. А. Карелин, Е. Н. Колесницын С. И. Кузнецов, В. А. Ликин, А. Д. Макаревский (Лебедянь), В. Масягин (Ярославль), А. П. Мельников, М. М. Милов, Э. М. Мичурин, П. В. Нейский, С. П. Соколов, Г. А. Ширяев и другие. Периодически на выставки присылали свои работы художники, известные в Москве и Петербурге (Бодаревский, Виноградов, Горохов, Владимир и Александр Маковские, Крыжицкий, Штемберг, Ярцев). Однажды Илья Репин прислал свою работу «Отыди от меня, сатана».
В 1902—1906 годы при обществе работали воскресные бесплатные рисовальные классы, в которых преподавали И. М. Крылов, В. А. Ликин, М. М. Милев, П. В. Нейский и С. П. Соколов.
В 1912 году были организованы «Нижегородские художественные курсы по рисованию, акварели и лепке», позднее преобразованные в художественную школу (сегодня — Детская художественная школа № 1). В 1914 году, после смерти Мичурина, школа получила его имя.
В январе 1912 года члены общества А. А. Карелин, Э. Ф. Гейне, А. Н. Полтанов участвовали в работе Всероссийского съезда художников в Петербурге, где выступили с докладами по педагогике.
Последняя выставка общества состоялась в 1918 году.